# Werner Kolter
Werner Kolter (* 13. Juli 1949 in Unna) ist ein deutscher Politiker (SPD). Er war in den Jahren 2004 bis 2020 hauptamtlicher Bürgermeister der nordrhein-westfälischen Kreisstadt Unna. Seit Dezember 2024 ist er Ehrenbürgermeister von Unna.

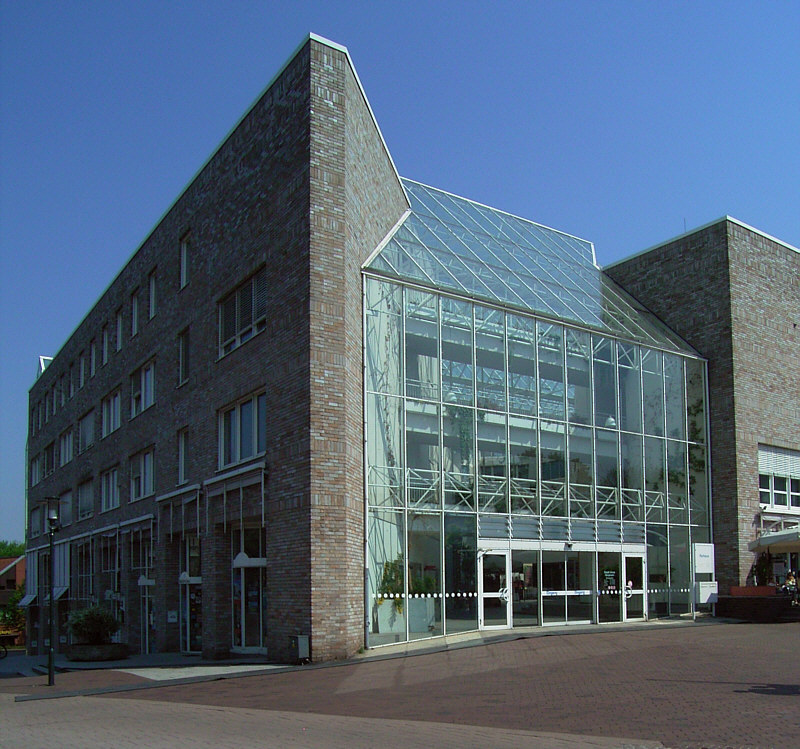
Das Rathaus in Unna

## Leben
Werner Kolter studierte Anfang der 1970er Jahre Verwaltungswissenschaft an der Universität Konstanz. Nach dem Studium arbeitete er bis 1990 bei der Stadt Unna als Fachdezernent. Ab 1991 war er für fünf Jahre Beigeordneter und Vertreter des Oberstadtdirektors der Stadt Oberhausen, Burkhard Drescher. Danach kehrte er nach Unna zurück, um dort die Funktion eines Ersten Beigeordneten der Kreisstadt auszuüben.

## Bürgermeisteramt
Im Oktober 2004 wurde er in Direktwahl in einer Stichwahl mit 62,3 Prozent der gültigen Stimmen zum hauptamtlichen Bürgermeister der Stadt Unna als Nachfolger des CDU-Bürgermeisters Volker W. Weidner gewählt. In der Kommunalwahl im August 2009 wurde er mit 65,4 Prozent der gültigen Stimmen wiedergewählt, 2015 wurde er im Amt ohne Gegenkandidaten bestätigt. Im Jahr 2020 stellte er sich nicht mehr zur Wahl und wurde durch Dirk Wigant (CDU) abgelöst.
Im Städte- und Gemeindebund Nordrhein-Westfalen war Werner Kolter Mitglied des Hauptausschusses und des Arbeitskreises Mittelstadt.
Im Dezember 2024 wurde Werner Kolter auf Beschluss des Rates der Kreisstadt Unna die Bezeichnung „Ehrenbürgermeister der Kreisstadt Unna“ verliehen.

## Ehrenamt
Werner Kolter engagiert sich ehrenamtlich in der Deutsch-Italienischen Gesellschaft Unna e.V., deren Vorsitzender er seit 1995 ist.

## Auszeichnungen
- Deutsche Feuerwehr-Ehrenmedaille (2020)[6]
- Ehrenbürgermeister der Kreisstadt Unna (2024)